# Edmund Gwenn
Edmund Gwenn, geboren als Edmund John Kallaway (Wandsworth (Londen), 26 september 1877 - Los Angeles, 6 september 1959) was een Brits theater- en filmacteur die voornamelijk actief was in de Amerikaanse cinema van de jaren 30 tot en met het begin van de jaren 50. Hij wordt het best herinnerd om zijn rol van de Kerstman in Miracle on 34th Street (1947), waarvoor hij een Academy Award voor Beste Mannelijke Bijrol in ontvangst mocht nemen.

## Biografie
Gwenn bezocht de St Olave's Grammar School in Orpington en was daaropvolgend student aan de King's College London. Hij begon zijn carrière in het theater in 1895. Hij werd ontdekt door George Bernard Shaw, die hem castte in zijn toneelstuk Man and Superman, dat in première ging in 1905. Ten tijde van de Eerste Wereldoorlog versterkte hij het militaire leger van Engeland. Na de oorlog maakte hij zijn filmdebuut in Engelse producties.
In 1935 maakte Gwenn zijn eerste Amerikaanse film in Hollywood; hij was te zien als Katharine Hepburns vader in Sylvia Scarlett. De komende jaren wisselde hij met regelmaat af van Engelse en Amerikaanse filmproducties, totdat hij in 1939 zijn laatste Britse film opnam en in 1940 vestiging nam in Hollywood. In datzelfde jaar verscheen hij in Alfred Hitchcocks Foreign Correspondent (1940). Zeven jaar later was hij te zien als de Kerstman in Miracle on 34th Street, waarvoor hij een Oscar in ontvangst nam. Enkele jaren later werd hij opnieuw genomineerd voor een Oscar voor zijn bijrol in de komedie Mister 880 (1950), maar hij verloor van George Sanders voor diens rol in All About Eve (1950).
Een van de laatste films waarin Gwenn verscheen was Hitchcocks The Trouble with Harry (1955). Zijn allerlaatste mediaverschijning was in een aflevering van Alfred Hitchcock Presents in 1957. Hij overleed twee jaar later aan een longontsteking, veroorzaakt door een beroerte.
Gwenn heeft voor zijn bijdrage aan de speelfilmindustrie een ster ontvangen op de Hollywood Walk of Fame.

## Geselecteerde filmografie
| - The Skin Game (1931) - Strauss' Great Waltz (1934) - Sylvia Scarlett (1935) - The Walking Dead (1936) - Anthony Adverse (1936) - Parnell (1937) - A Yank at Oxford (1938) - The Doctor Takes a Wife (1940) - Pride and Prejudice (1940) - Foreign Correspondent (1940) - Cheers for Miss Bishop (1941) | - The Devil and Miss Jones (1941) - Charley's Aunt (1941) - A Yank at Eton (1942) - Forever and a Day (1943) - Lassie Come Home (1943) - The Keys of the Kingdom (1944) - Of Human Bondage (1946) - Undercurrent (1946) - Miracle on 34th Street (1947) - Life with Father (1947) - Green Dolphin Street (1947) | - Apartment for Peggy (1948) - Hills of Home (1948) - Challenge to Lassie (1949) - Louisa (1950) - Mister 880 (1950) - For Heaven's Sake (1950) - Les Misérables (1952) - The Bigamist (1953) - The Student Prince (1954) - Them! (1954) - The Trouble with Harry (1955) |

- Bibsys: 90724001
- Biblioteca Nacional de España: XX1536915
- Bibliothèque nationale de France: cb140418093 (data)
- Catàleg d'autoritats de noms i títols de Catalunya: 981058509344406706
- Gemeinsame Normdatei: 138520917
- International Standard Name Identifier: 0000 0000 6310 9389
- Library of Congress Control Number: n86138586
- Nationale Bibliotheek van Tsjechië: xx0155531
- Nationale bibliotheek van Australië: 35181652
- Nationale Bibliotheek van Israël: 987007438078505171
- Nederlandse Thesaurus van Auteursnamen: 072079266
- SNAC: w67m3wkq
- Système universitaire de documentation: 052194868
- Trove: 854862
- Virtual International Authority File: 66666744
- WorldCat: E39PBJhhpKwhTRrwmQKCGVQKBP